# Elecciones regionales del Callao de 2022
Las elecciones regionales del Callao de 2022 se llevaron a cabo el domingo 2 de octubre de 2022 para elegir al gobernador regional, al vicegobernador regional y al Consejo Regional para el periodo 2023-2027. La elección se celebrará simultáneamente con elecciones regionales y municipales (provinciales y distritales) en todo el Perú. La segunda vuelta regional se llevó a cabo el domingo 4 de diciembre de 2022.
En la primera vuelta, Miguel Cordano Rodríguez (Contigo Callao) y Ciro Castillo Rojo Salas (MÁS Callao) fueron los candidatos más votados pero ninguno obtuvo el mínimo de 30% de votos válidos. En el balotaje, el primero en la historia de la provincia, Castillo Rojo obtuvo una victoria aplastante por una ventaja de más 195 mil votos, lo que le convirtió en gobernador regional del Callao en su tercer intento.
Contigo Callao se alzó como la agrupación más votada y con más escaños en el Consejo Regional, ganó en todos los distritos del Callao y consiguió la mayoría absoluta. MÁS Callao también consiguió representación. Estos dos movimientos independientes fueron los únicos que obtuvieron curules.

## Sistema electoral
El Gobierno Regional del Callao es el órgano administrativo y de gobierno de la Provincia Constitucional del Callao. Está compuesto por el gobernador regional, el vicegobernador regional y el Consejo Regional.
La votación se realiza en base al sufragio universal, que comprende a todos los ciudadanos nacionales mayores de dieciocho años, empadronados y residentes en la provincia del Callao y en pleno goce de sus derechos políticos.
El gobernador y vicegobernador regional son elegidos por sufragio directo. Para que un candidato sea proclamado ganador debe obtener no menos de 30 % de votos válidos. En caso ningún candidato logre ese porcentaje en la primera vuelta electoral, los dos candidatos más votados participan en una segunda vuelta o balotaje. No hay reelección inmediata de gobernadores regionales.
El Consejo Regional del Callao está compuesto por 9 consejeros elegidos por sufragio directo para un período de cuatro (4) años. La votación es por lista cerrada y bloqueada. Cada distrito de la provincia del Callao constituye una circunscripción electoral. Se asigna a la lista ganadora los escaños según el método d'Hondt. La distribución y el número de consejeros regionales es la siguiente:
| Circunscripción                                                      | Escaños | Mapa |
| -------------------------------------------------------------------- | ------- | ---- |
| Callao y Ventanilla                                                  | 2       |      |
| Bellavista, Carmen de La Legua-Reynoso, La Perla, La Punta y Mi Perú | 1       |      |

## Composición del Consejo Regional del Callao
La siguiente tabla muestra la composición del Consejo Regional del Callao antes de las elecciones.
| Partidos | Partidos       | Consejeros |
| -------- | -------------- | ---------- |
|          | Por Ti Callao  | 8          |
|          | Fuerza Chalaca | 1          |

## Elecciones internas
Los partidos políticos realizaron la convocatoria a elecciones internas (15–22 de enero de 2022) para definir a los candidatos de sus organizaciones en listas cerradas y bloqueadas. Se sometieron a elección las candidaturas a:
- Gobernador y vicegobernador regional del Callao (2 candidaturas).
- Consejo Regional del Callao (9 candidaturas).

Existen dos modalidades para la organización de las elecciones internas:
- Modalidad de elección directa: con voto universal, libre, voluntario, igual, directo y secreto de los afiliados. Fue la modalidad utilizada por MÁS Callao,[6] Somos Perú,[7] Contigo Callao,[6] el Partido Morado[8] y Viva el Callao.[6] Las elecciones se realizaron el 15 de mayo de 2022.
- Modalidad de delegados: a través de delegados previamente elegidos mediante voto universal, libre, voluntario, igual, directo y secreto de los afiliados. Fue la modalidad utilizada por Ti Callao,[9] Podemos Perú,[10] Fuerza Popular,[11] Avanza País,[12] Fuerza Callao Seguro,[6] Renovación Popular,[13] Frente de la Esperanza[14] y Sí Se Puede Callao.[6] Las elecciones se realizaron el 22 de mayo de 2022.

## Partidos y candidatos
A continuación se muestra una lista de los principales partidos y alianzas electorales que participan en las elecciones:
| Candidatura | Candidatura    | Partidos y alianzas                      | Candidatos | Candidatos                    | Ideología                                                           | Resultado previo | Resultado previo | Ref.          |
| Candidatura | Candidatura    | Partidos y alianzas                      | Candidatos | Candidatos                    | Ideología                                                           | Votos (%)        | Cons.            | Ref.          |
| ----------- | -------------- | ---------------------------------------- | ---------- | ----------------------------- | ------------------------------------------------------------------- | ---------------- | ---------------- | ------------- |
|             | Por Ti Callao  | Lista - Por Ti Callao (Por Ti Callao)    |            | Miguel Monteverde Gosdinski   | Regionalismo chalaco                                                | 31.63%           | 8                | [ 15 ]        |
|             | MÁS Callao     | Lista - MÁS Callao (MÁS Callao)          |            | Ciro Castillo Rojo Salas      | Regionalismo chalaco                                                | 20.19%           | 1                | [ 16 ] [ 17 ] |
|             | SP             | Lista - Somos Perú (SP)                  |            | Eugenio Córdova Rodríguez     | Democracia cristiana Conservadurismo social                         | 5.67%            | 0                | [ 15 ]        |
|             | PP             | Lista - Podemos Perú (PP)                |            | Karen Rivera Huamán           | Conservadurismo social Populismo Nacionalismo                       | 3.55%            | 0                | [ 15 ]        |
|             | FP             | Lista - Fuerza Popular (FP)              |            | María Suárez Nore             | Fujimorismo Conservadurismo social Populismo de derecha             | Nuevo            | Nuevo            | [ 15 ]        |
|             | PM             | Lista - Partido Morado (PM)              |            | Miguel Gonzáles Santos        | Centrismo Republicanismo Progresismo                                | Nuevo            | Nuevo            | [ 15 ]        |
|             | RP             | Lista - Renovación Popular (RP)          |            | Bruno Mendoza León            | Ultraconservadurismo Fundamentalismo cristiano Populismo de derecha | Nuevo            | Nuevo            | [ 15 ]        |
|             | FE             | Lista - Frente de la Esperanza (FE)      |            | Luz Bazalar Miranda           | Reformismo                                                          | Nuevo            | Nuevo            | [ 15 ]        |
|             | CC             | Lista - Contigo Callao (CC)              |            | Miguel Cordano Rodríguez      | Regionalismo chalaco                                                | Nuevo            | Nuevo            | [ 15 ]        |
|             | AvP            | Lista - Avanza País (AvP)                |            | Cluber Aliaga Lodtmann        | Conservadurismo liberal Liberalismo clásico                         | Nuevo            | Nuevo            | [ 15 ]        |
|             | R              | Lista - Fuerza Callao Seguro (R)         |            | Ricardo Barrenechea Maturrano | Regionalismo chalaco                                                | Nuevo            | Nuevo            | [ 15 ]        |
|             | Viva el Callao | Lista - Viva el Callao (Viva el Callao)  |            | Richard Antón Carrillo        | Regionalismo chalaco                                                | Nuevo            | Nuevo            | [ 15 ]        |
|             | Sí Se Puede    | Lista - Sí Se Puede Callao (Sí Se Puede) |            | John León Calixto             | Regionalismo chalaco                                                | Nuevo            | Nuevo            | [ 15 ]        |

## Campaña

### Debates electorales
| Fecha | Organizador | Sede | P Presente S Sustituto A Ausente NI No invitado | P Presente S Sustituto A Ausente NI No invitado | P Presente S Sustituto A Ausente NI No invitado  | P Presente S Sustituto A Ausente NI No invitado | P Presente S Sustituto A Ausente NI No invitado | P Presente S Sustituto A Ausente NI No invitado | P Presente S Sustituto A Ausente NI No invitado | P Presente S Sustituto A Ausente NI No invitado | P Presente S Sustituto A Ausente NI No invitado | P Presente S Sustituto A Ausente NI No invitado | P Presente S Sustituto A Ausente NI No invitado | P Presente S Sustituto A Ausente NI No invitado | P Presente S Sustituto A Ausente NI No invitado | Ref. |           |         |        |        |
| ----- | ----------- | ---- | ----------------------------------------------- | ----------------------------------------------- | ------------------------------------------------ | ----------------------------------------------- | ----------------------------------------------- | ----------------------------------------------- | ----------------------------------------------- | ----------------------------------------------- | ----------------------------------------------- | ----------------------------------------------- | ----------------------------------------------- | ----------------------------------------------- | ----------------------------------------------- | ---- | --------- | ------- | ------ | ------ |
| Fecha | Organizador | Sede | 23 de septiembre                                | Jurado Nacional de Elecciones                   | Universidad Nacional del Callao (Callao, Callao) | P Montever.                                     | P Castillo Rojo                                 | P Córdova                                       | P Rivera                                        | P Suárez                                        | P Cordano                                       | P Aliaga                                        | P Barrenec.                                     | P Gonzáles                                      | P Mendoza                                       | Ref. | P Bazalar | P Antón | P León | [ 18 ] |

## Sondeos de opinión
Las siguientes tablas enumeran las estimaciones de la intención de voto en orden cronológico inverso, mostrando las más recientes primero y utilizando las fechas en las que se realizó el trabajo de campo de la encuesta. Cuando se desconocen las fechas del trabajo de campo, se proporciona la fecha de publicación.
Leyenda:
     Sondeo realizado en el periodo de prohibición legal de la difusión de sondeos de intención de voto.

### Balotaje

#### Intención de voto
La siguiente tabla enumera las estimaciones ponderadas (sin incluir votos en blanco y nulos) de la intención de voto.
|                               |                |     |      |      |      |  |  |
| Elecciones regionales de 2022 | 4 dic 2022     | —   | 68.0 | 32.0 | 36.0 |  |  |
|                               |                |     |      |      |      |  |  |
| CPI                           | 13–16 nov 2022 | 450 | 67.0 | 33.0 | 34.0 |  |  |
| CPI                           | Oct 2022       | 450 | 65.5 | 34.5 | 31.0 |  |  |
| Sensor                        | 10–12 oct 2022 | 500 | 39.2 | 60.8 | 21.6 |  |  |

#### Preferencias de voto
La siguiente tabla enumera las preferencias de voto en bruto (incluyendo blancos, viciados y sin respuesta) y no ponderadas.
| Encuestadora/Medio            | Fecha          | Muestra | Ciro Castillo | Miguel Cordano | B/V  | NS/NO | Dif. |  |  |  |
| ----------------------------- | -------------- | ------- | ------------- | -------------- | ---- | ----- | ---- |  |  |  |
| Encuestadora/Medio            | Fecha          | Muestra |               |                |      |       |      |  |  |  |
| Elecciones regionales de 2022 | 4 dic 2022     | —       | 62.8          | 29.6           | 7.6  | –     | 33.2 |  |  |  |
|                               |                |         |               |                |      |       |      |  |  |  |
| CPI                           | 13–16 nov 2022 | 450     | 47.0          | 23.2           | 14.2 | 15.6  | 23.8 |  |  |  |
| CPI                           | Oct 2022       | 450     | 43.2          | 22.8           | 13.6 | 20.4  | 20.4 |  |  |  |
| Sensor                        | 10–12 oct 2022 | 500     | 33.2          | 51.6           | 12.0 | 3.2   | 18.4 |  |  |  |

### Primera vuelta

#### Intención de voto
La siguiente tabla enumera las estimaciones ponderadas (sin incluir votos en blanco y nulos) de la intención de voto.
| Encuestadora/Medio              | Fecha          | Muestra | Miguel Cordano | Ciro Castillo | Cluber Aliaga | Eugenio Córdova | Luz Bazalar | Bruno Mendoza | Karen Rivera | María Suárez | Miguel Montev. | Richard Antón | Ricardo Barren. | Miguel Gonzáles | Dif. |  |  |  |
| ------------------------------- | -------------- | ------- | -------------- | ------------- | ------------- | --------------- | ----------- | ------------- | ------------ | ------------ | -------------- | ------------- | --------------- | --------------- | ---- |  |  |  |
| Encuestadora/Medio              | Fecha          | Muestra |                |               |               |                 |             |               |              |              |                |               |                 |                 |      |  |  |  |
| Elecciones regionales de 2022   | 2 oct 2022     | —       | 28.5           | 24.2          | 6.8           | 6.6             | 5.9         | 5.6           | 4.8          | 4.3          | 3.5            | 3.0           | 2.6             | 2.2             | 4.3  |  |  |  |
|                                 |                |         |                |               |               |                 |             |               |              |              |                |               |                 |                 |      |  |  |  |
| Ipsos Perú/América              | 2 oct 2022     | ?       | 27.7           | 26.1          | 6.2           | 7.2             | –           | –             | –            | –            | –              | –             | –               | –               | 1.6  |  |  |  |
| Ipsos Perú/América              | 2 oct 2022     | ?       | 29.6           | 26.3          | 6.7           | 6.8             | –           | –             | –            | –            | –              | –             | –               | –               | 3.3  |  |  |  |
| CIT/Willax                      | 2 oct 2022     | ?       | 29.1           | 22.3          | 6.4           | 5.5             | 2.8         | 5.4           | 5.6          | 3.6          | 3.1            | 4.1           | 2.3             | 1.0             | 6.8  |  |  |  |
| CPI/Panamericana                | 24–25 sep 2022 | 719     | 30.7           | 18.5          | 10.1          | 5.6             | 3.7         | 5.6           | 4.6          | 4.3          | 4.3            | 4.7           | 2.6             | 3.1             | 12.2 |  |  |  |
| CIT/Expreso                     | 21–23 sep 2022 | 800     | 33.4           | 28.5          | 4.7           | 4.3             | 1.9         | 2.8           | 1.1          | 5.6          | 3.9            | 2.6           | 2.8             | 0.9             | 4.9  |  |  |  |
| IPEI                            | 14–19 sep 2022 | 800     | 15.0           | 30.0          | 10.0          | 5.0             | 6.7         | –             | –            | –            | 8.3            | –             | –               | –               | 15.0 |  |  |  |
| CPI/RPP                         | 16–18 sep 2022 | 700     | 28.3           | 26.0          | 8.0           | 5.7             | 0.7         | 3.4           | 4.6          | 5.7          | 3.9            | 0.7           | 1.1             | 3.2             | 1.7  |  |  |  |
| IDICE/La Razón                  | 25–28 ago 2022 | 500     | 27.4           | 24.2          | 6.5           | 6.5             | –           | 8.1           | –            | –            | –              | –             | –               | –               | 3.2  |  |  |  |
| CPI/RPP                         | 22–25 ago 2022 | 700     | 28.1           | 26.3          | 7.6           | 7.0             | –           | 5.2           | –            | 7.3          | –              | –             | –               | 4.4             | 1.8  |  |  |  |
| Datum Internacional/El Comercio | 16–22 ago 2022 | 501     | 13.4           | 44.4          | 3.4           | 4.3             | –           | 3.0           | 1.7          | 3.9          | 3.4            | 4.3           | 5.6             | 4.3             | 31.0 |  |  |  |
| CIT/PBO                         | 2–4 jul 2022   | 800     | 21.0           | 12.5          | –             | 11.5            | –           | –             | –            | 9.5          | –              | –             | 7.5             | –               | 8.5  |  |  |  |
| Sensor                          | 21–24 abr 2022 | 500     | –              | 22.4          | 7.5           | 3.0             | –           | 1.5           | –            | 4.5          | –              | –             | –               | 1.5             | 14.9 |  |  |  |
| Sensor                          | 25–26 sep 2021 | 500     | –              | 47.2          | –             | –               | –           | 1.6           | –            | –            | –              | –             | –               | 8.3             | 38.9 |  |  |  |

#### Preferencias de voto
La siguiente tabla enumera las preferencias de voto en bruto (incluyendo blancos, viciados y sin respuesta) y no ponderadas.
| Encuestadora/Medio              | Fecha          | Muestra | Miguel Cordano | Ciro Castillo | Cluber Aliaga | Eugenio Córdova | Luz Bazalar | Bruno Mendoza | Karen Rivera | María Suárez | Miguel Montev. | Richard Antón | Ricardo Barren. | Miguel Gonzáles | B/V  | NS/NO | Dif. |  |  |  |
| ------------------------------- | -------------- | ------- | -------------- | ------------- | ------------- | --------------- | ----------- | ------------- | ------------ | ------------ | -------------- | ------------- | --------------- | --------------- | ---- | ----- | ---- |  |  |  |
| Encuestadora/Medio              | Fecha          | Muestra |                |               |               |                 |             |               |              |              |                |               |                 |                 |      |       |      |  |  |  |
| Elecciones regionales de 2022   | 2 oct 2022     | —       | 22.4           | 19.0          | 5.3           | 5.2             | 4.6         | 4.4           | 3.8          | 3.4          | 2.7            | 2.4           | 2.1             | 1.7             | 21.4 | –     | 3.4  |  |  |  |
|                                 |                |         |                |               |               |                 |             |               |              |              |                |               |                 |                 |      |       |      |  |  |  |
| CPI/Panamericana                | 24–25 sep 2022 | 719     | 26.0           | 15.7          | 8.6           | 4.7             | 3.1         | 4.7           | 3.9          | 3.7          | 3.7            | 4.0           | 2.2             | 2.6             | 15.2 | 15.4  | 10.3 |  |  |  |
| CIT/Expreso                     | 21–23 sep 2022 | 800     | 19.5           | 16.6          | 2.8           | 2.5             | 1.1         | 1.6           | 0.6          | 3.3          | 2.3            | 1.5           | 1.6             | 0.5             | 41.7 | –     | 2.9  |  |  |  |
| IPEI                            | 14–19 sep 2022 | 800     | 9              | 18            | 6             | 3               | 4           | –             | –            | –            | 5              | –             | –               | –               | –    | 40    | 9    |  |  |  |
| CPI/RPP                         | 16–18 sep 2022 | 700     | 12.4           | 11.4          | 3.5           | 2.5             | 0.3         | 1.5           | 2.0          | 2.5          | 2.5            | 0.3           | 0.5             | 1.4             | 19.6 | 36.6  | 1.0  |  |  |  |
| IDICE/La Razón                  | 25–28 ago 2022 | 500     | 17             | 15            | 4             | 4               | –           | 5             | –            | –            | –              | –             | –               | –               | –    | 38    | 2    |  |  |  |
| CPI/RPP                         | 22–25 ago 2022 | 700     | 10.8           | 10.1          | 2.9           | 2.7             | –           | 2.0           | –            | 2.8          | –              | –             | 1.7             | –               | 33.7 | 27.9  | 0.7  |  |  |  |
| Datum Internacional/El Comercio | 16–22 ago 2022 | 501     | 6.2            | 20.6          | 1.6           | 2.0             | 2.0         | 1.4           | 0.8          | 1.8          | 1.6            | 2.0           | 2.6             | 2.0             | 10.6 | 43.0  | 14.4 |  |  |  |
| CIT/PBO                         | 2–4 jul 2022   | 800     | 8.4            | 5.0           | –             | 4.6             | –           | –             | –            | 3.8          | –              | –             | 3.0             | –               | 9.2  | 50.8  | 3.4  |  |  |  |
| Sensor                          | 21–24 abr 2022 | 500     | –              | 15            | 5             | 2               | –           | 1             | –            | –            | –              | –             | 3               | 1               | –    | 33    | 10   |  |  |  |
| Sensor                          | 25–26 sep 2021 | 500     | –              | 17            | –             | –               | –           | 1             | –            | –            | –              | –             | –               | 3               | –    | 64    | 14   |  |  |  |

## Resultados

### Gobierno Regional del Callao
| Candidatos           | Candidatos                    | Partidos y coaliciones           | Primera vuelta 2 oct 2022 | Primera vuelta 2 oct 2022 | Balotaje 4 dic 2022 | Balotaje 4 dic 2022 |  |
| Candidatos           | Candidatos                    | Partidos y coaliciones           | Votos                     | %                         | Votos               | %                   |  |
| -------------------- | ----------------------------- | -------------------------------- | ------------------------- | ------------------------- | ------------------- | ------------------- |  |
|                      | Ciro Castillo Rojo Salas      | MÁS Callao (MÁS Callao)          | 123,035                   | 24.23                     | 370,783             | 67.95               |  |
|                      | Miguel Cordano Rodríguez      | Contigo Callao (CC)              | 144,465                   | 28.45                     | 174,879             | 32.05               |  |
|                      | Cluber Aliaga Lodtmann        | Avanza País (AvP)                | 34,398                    | 6.78                      |                     |                     |  |
|                      | Eugenio Córdova Rodríguez     | Somos Perú (SP)                  | 33,475                    | 6.59                      |                     |                     |  |
|                      | Luz Bazalar Miranda           | Frente de la Esperanza (FE)      | 29,765                    | 5.86                      |                     |                     |  |
|                      | Bruno Mendoza León            | Renovación Popular (RP)          | 28,438                    | 5.60                      |                     |                     |  |
|                      | Karen Rivera Huamán           | Podemos Perú (PP)                | 24,330                    | 4.79                      |                     |                     |  |
|                      | María Suárez Nore             | Fuerza Popular (FP)              | 22,055                    | 4.34                      |                     |                     |  |
|                      | Miguel Monteverde Gosdinski   | Por Ti Callao (Por Ti Callao)    | 17,522                    | 3.45                      |                     |                     |  |
|                      | Richard Antón Carrillo        | Viva el Callao (Viva el Callao)  | 15,425                    | 3.04                      |                     |                     |  |
|                      | Ricardo Barrenechea Maturrano | Fuerza Callao Seguro (R)         | 13,306                    | 2.62                      |                     |                     |  |
|                      | Miguel Gonzáles Santos        | Partido Morado (PM)              | 11,082                    | 2.18                      |                     |                     |  |
|                      | John León Calixto             | Sí Se Puede Callao (Sí Se Puede) | 10,417                    | 2.05                      |                     |                     |  |
|                      |                               |                                  |                           |                           |                     |                     |  |
| Total                | Total                         | Total                            | 507,713                   |                           | 545,662             |                     |  |
|                      |                               |                                  |                           |                           |                     |                     |  |
| Votos válidos        | Votos válidos                 | Votos válidos                    | 507,713                   | 78.60                     | 545,662             | 92.40               |  |
| Votos en blanco      | Votos en blanco               | Votos en blanco                  | 65,586                    | 10.15                     | 4,216               | 0.71                |  |
| Votos nulos          | Votos nulos                   | Votos nulos                      | 72,679                    | 11.25                     | 40,645              | 6.88                |  |
| Votos emitidos       | Votos emitidos                | Votos emitidos                   | 645,978                   | 77.76                     | 590,523             | 71.08               |  |
| Abstenciones         | Abstenciones                  | Abstenciones                     | 184,771                   | 22.24                     | 240,226             | 28.92               |  |
| Votantes registrados | Votantes registrados          | Votantes registrados             | 830,749                   |                           | 830,749             |                     |  |
|                      |                               |                                  |                           |                           |                     |                     |  |
| Fuente:              |                               |                                  |                           |                           |                     |                     |  |

### Consejo Regional del Callao

#### Sumario general
|                                                                                                |                                   |              |              |              |         |         |  |
| Partidos y coaliciones                                                                         | Partidos y coaliciones            | Voto popular | Voto popular | Voto popular | Escaños | Escaños |  |
| Partidos y coaliciones                                                                         | Partidos y coaliciones            | Votos        | %            | ±pp          | Total   | +/−     |  |
|                                                                                                | Contigo Callao (CC)               | 140,482      | 29.23        | Nuevo        | 7       | +7      |  |
|                                                                                                | MÁS Callao (MÁS Callao)1          | 95,413       | 19.85        | +0.17        | 2       | +1      |  |
|                                                                                                | Somos Perú (SP)                   | 34,868       | 7.25         | +1.71        | 0       | ±0      |  |
|                                                                                                | Renovación Popular (RP)           | 30,592       | 6.36         | Nuevo        | 0       | ±0      |  |
|                                                                                                | Podemos Perú (PP)                 | 26,351       | 5.48         | +1.62        | 0       | ±0      |  |
|                                                                                                | Alianza para el Progreso (APP)    | 23,790       | 4.95         | –8.73        | 0       | ±0      |  |
|                                                                                                | Frente de la Esperanza (FE)       | 23,456       | 4.88         | Nuevo        | 0       | ±0      |  |
|                                                                                                | Avanza País (AvP)                 | 23,186       | 4.82         | Nuevo        | 0       | ±0      |  |
|                                                                                                | Por Ti Callao (Por Ti Callao)     | 17,937       | 3.73         | –29.22       | 0       | –8      |  |
|                                                                                                | Viva el Callao (Viva el Callao)   | 16,881       | 3.51         | Nuevo        | 0       | ±0      |  |
|                                                                                                | Fuerza Callao Seguro (R)          | 13,687       | 2.85         | Nuevo        | 0       | ±0      |  |
|                                                                                                | Partido Morado (PM)               | 11,132       | 2.32         | Nuevo        | 0       | ±0      |  |
|                                                                                                | Juntos por el Perú (JP)           | 10,942       | 2.28         | Nuevo        | 0       | ±0      |  |
|                                                                                                | Sí Se Puede Callao (Sí Se Puede)  | 8,836        | 1.84         | Nuevo        | 0       | ±0      |  |
|                                                                                                | Partido Patriótico del Perú (PPP) | 3,076        | 0.64         | Nuevo        | 0       | ±0      |  |
|                                                                                                |                                   |              |              |              |         |         |  |
| Total                                                                                          | Total                             | 480,629      |              |              | 9       | ±0      |  |
|                                                                                                |                                   |              |              |              |         |         |  |
| Votos válidos                                                                                  | Votos válidos                     | 480,629      | 74.40        | +1.89        |         |         |  |
| Votos en blanco                                                                                | Votos en blanco                   | 94,413       | 14.62        | +0.58        |         |         |  |
| Votos nulos                                                                                    | Votos nulos                       | 70,936       | 10.98        | –2.47        |         |         |  |
| Votos emitidos                                                                                 | Votos emitidos                    | 645,978      | 77.76        | –4.49        |         |         |  |
| Abstenciones                                                                                   | Abstenciones                      | 184,771      | 22.24        | +4.49        |         |         |  |
| Votantes registrados                                                                           | Votantes registrados              | 830,749      |              |              |         |         |  |
|                                                                                                |                                   |              |              |              |         |         |  |
| Fuente:                                                                                        |                                   |              |              |              |         |         |  |
| Notas al pie: 1 Comparado con los resultados de Fuerza Chalaca (FC) en las elecciones de 2018. |                                   |              |              |              |         |         |  |
| Notas al pie:                                                                                  |                                   |              |              |              |         |         |  |
| 1 Comparado con los resultados de Fuerza Chalaca (FC) en las elecciones de 2018.               |                                   |              |              |              |         |         |  |

#### Resultados por distrito
| Distrito                   | CC         | CC   | MÁS C | MÁS C | SP  | SP  | RP   | RP  | PP   | PP  | APP  | APP | FE  | FE  | AvP  | AvP  |   |
| Distrito                   | %          | E    | %     | E     | %   | E   | %    | E   | %    | E   | %    | E   | %   | E   | %    | E    |   |
| -------------------------- | ---------- | ---- | ----- | ----- | --- | --- | ---- | --- | ---- | --- | ---- | --- | --- | --- | ---- | ---- | - |
| Distrito                   | Bellavista | 24.0 | 1     | 19.5  | –   | 6.2 | –    | 7.0 | –    | 3.5 | –    | 8.6 | –   | 3.9 | –    | 13.5 | – |
| Carmen de La Legua-Reynoso | 29.5       | 1    | 16.6  | –     | 6.3 | –   | 4.8  | –   | 4.1  | –   | 15.2 | –   |     |     | 1.9  | –    |   |
| Callao                     | 31.7       | 1    | 22.7  | 1     | 7.7 | –   | 7.1  | –   | 5.2  | –   | 2.1  | –   | 6.4 | –   |      |      |   |
| La Perla                   | 19.7       | 1    | 9.9   | –     | 8.2 | –   | 12.7 | –   | 6.7  | –   | 1.0  | –   | 3.3 | –   | 13.2 | –    |   |
| La Punta                   | 39.2       | 1    | 10.0  | –     | 2.0 | –   | 8.4  | –   | 26.8 | –   | 0.3  | –   | 1.1 | –   | 3.2  | –    |   |
| Mi Perú                    | 31.2       | 1    | 5.9   | –     | 3.3 | –   | 1.8  | –   | 11.5 | –   | 30.9 | –   | 2.5 | –   | 3.9  | –    |   |
| Ventanilla                 | 28.8       | 1    | 21.2  | 1     | 7.7 | –   | 4.4  | –   | 5.0  | –   | 3.3  | –   | 4.7 | –   | 8.2  | –    |   |
| Total                      | 29.2       | 7    | 19.9  | 2     | 7.3 | –   | 6.4  | –   | 5.5  | –   | 4.9  | –   | 4.9 | –   | 4.8  | –    |   |

### Autoridades electas
| Cargo                                                          | Autoridad electa | Autoridad electa                 | Partido político | Partido político |
| -------------------------------------------------------------- | ---------------- | -------------------------------- | ---------------- | ---------------- |
| Gobernador Regional del Callao                                 |                  | Ciro Castillo Rojo Salas         |                  | MÁS Callao       |
| Vicegobernadora Regional del Callao                            |                  | Edita Vargas Ceron               |                  | MÁS Callao       |
| Consejera Regional del Callao (por Bellavista)                 |                  | Rosa Pacheco Miñan               |                  | Contigo Callao   |
| Consejera Regional del Callao (por Carmen de La Legua-Reynoso) |                  | Luz Julca Estrada                |                  | Contigo Callao   |
| Consejero Regional del Callao (por Callao)                     |                  | José Sosa Dulanto Badiola        |                  | Contigo Callao   |
| Consejero Regional del Callao (por Callao)                     |                  | José Gómez Olulo                 |                  | MÁS Callao       |
| Consejero Regional del Callao (por La Perla)                   |                  | Juan León Siles                  |                  | Contigo Callao   |
| Consejero Regional del Callao (por La Punta)                   |                  | Salvatore Salpietro Macchiavello |                  | Contigo Callao   |
| Consejero Regional del Callao (por Mi Perú)                    |                  | Juan Amaya Bullón                |                  | Contigo Callao   |
| Consejero Regional del Callao (por Ventanilla)                 |                  | Claudio Fernández Zapata         |                  | Contigo Callao   |
| Consejera Regional del Callao (por Ventanilla)                 |                  | Johanna Gutiérrez Alvarado       |                  | MÁS Callao       |